# 张周斌
张周斌 (1975年8月—) ，中共党员，主任医师，担任广州市疾病预防控制中心党委书记、广州市疾病预防控制中心的新闻发言人，张周斌曾就读于中山大学公共卫生学院。 